# ایسپیک (قوبا)
ایسپیک (به لاتین: İspik) یک منطقه مسکونی در جمهوری آذربایجان است که در شهرستان قوبا واقع شده است. ایسپیک ۱۲۷۸ نفر جمعیت دارد.